# مرکز تجارت جهانی تبریز
مرکز تجارت جهانی تبریز، نخستین  مرکز تجارت جهانی در ایران است که در شهرک ولیعصر تبریز واقع شده‌است. ساختمان اصلی این مجموعه شامل ۳۷ طبقه بوده و با ارتفاع ۱۵۲ متر بلندترین برج تجاری، خدماتی، گردشگری غرب کشور است. قرار است این مرکز در دوره پس از رفع تحریم‌های اقتصادی علیه ایران، نقش قابل توجهی در فرایند جهانی شدن تجارت ایران ایفا کند.
مراحل ثبت اولیه مرکز تجارت جهانی تبریز از فوریه سال ۲۰۰۸ در اتحادیه مراکز تجارت جهانی انجام شده و پرونده آن در این اتحادیه باز بوده و برای تاییدیه نهایی، ۲۰۰ هزار دلار به این اتحادیه پرداخت خواهد شد که با تکمیل و افتتاح کامل برج ثبت کامل آن انجام خواهد شد. مراحل اجرایی احداث مرکز تجارت جهانی ایران با مشارکت شهرداری تبریز و اداره کل راه و شهرسازی و با سرمایه‌گذاری «N/A» و «گروه مهندسی پردیسان» در سال ۱۳۸۶ شروع شد و در ۲۱ اردیبهشت ۱۳۹۶ افتتاح شد.

## امکانات و متعلقات
پروژه مرکز تجارت جهانی تبریز شامل برج ۳۷ طبقه با زیر بنای ۴۱ هزار متر مربع، مرکز خرید و مجموعه‌های تفریحی و گردشگری با مساحت ۱۵۰ هزار مترمربع است. این برج با ارتفاع ۱۵۲ متر با کاربری اداری–خدماتی دارای گنبد ۳۵ متری در چهار طبقه با کاربری علمی–گردشگری و آنتن مخابراتی است. برج مرکز تجارت جهانی تبریز علاوه بر بخش اداری، شعب بانکها و دفاتر شرکتهای داخلی و خارجی، دارای سالن برگزاری همایش‌های تجاری، استودیو پخش برنامه‌های زنده تلویزیونی و رستوران گردان است. این برج با استفاده از فناوری‌های نوین لرزه‌گیر و با قابلیت نصب دستگاه‌های جاذب انرژی زلزله در داخل گنبد ساخته شده‌است.
ساختمان اصلی این مجموعه با ۱۵۲ متر ارتفاع، بلندترین برج اداری، خدماتی و تجاری غرب کشور محسوب شده و در کنار این برج، سه مرکز خرید به صورت روباز و سرپوشیده احداث می‌شود. طبقات ۲۶ تا ۳۱ این مجموعه نیز به هتل ۵ ستاره اختصاص خواهد یافت. پارکینگ این مجموعه در ۵ طبقه، گنجایش ۳٬۵۰۰ دستگاه خودرو را خواهد داشت.

## ویژگی‌های فنی سازه
سازه برج اصلی این مرکز از نوع سوپر فریم یا ابرسازه است. ساختمان دارای یک هسته H شکل مرکزی است که نیروهای زلزله را به ابزارهای مکانیکی میراگر انرژی منتقل می‌کند. این ساختمان دارای ۳۲ دستگاه میراگر انرژی زلزله است که در بالای ساختمان و در داخل گنبد نصب می‌گردند. به دلیل وجود این دستگاه‌ها، شدت زلزله در بالای این ساختمان یک دهم شدت زلزله در سطح زمین یا پی آن است. این ساختمان در مقابل بزرگترین زلزله‌های محتمل در تبریز و حتی توکیو مقاوم است.
ویژگی‌های خاص این برج عبارتند از:
- نخستین ساختمان پلان آزاد کشور
- بلندترین برج تجاری-خدماتی- گردشگری کشور با ارتفاع ۱۵۲[۱] متر
- نخستین برج مرتفع مجهز به میراگرهای ویسکوز جاذب انرژی زلزله در کشور
- نخستین ساختمان اجرا شده با بتن با مقاومت ۷۰۰ کیلوگرم بر سانتی‌مترمربع در کشور
- نخستین ساختمان اجرا شده با میلگرد فوق مقاوم با تنش تسلیم ۷٬۰۰۰ کیلوگرم بر سانتی‌مترمربع در کشور
- نخستین ساختمان اجرا شده با نمای پانل‌های سرامیکی ویژه آجدار در کشور
- نخستین ساختمان ساخته شده با ستون‌های پیش‌ساخته با فناوری R-PC در کشور
- نخستین ساختمان ساخته شده با اتصالات تزریقی میلگرد از نوع NMB در کشور[۷]